# Komisariat Straży Granicznej „Krynica”
Komisariat Straży Granicznej „Krynica” – jednostka organizacyjna Straży Granicznej pełniąca służbę ochronną na granicy polsko-czechosłowackiej w latach 1928–1939.

## Geneza
Na wniosek Ministerstwa Skarbu, uchwałą z 10 marca 1920, powołano do życia Straż Celną. Proces tworzenia Straży Celnej trwał do końca 1922. 
Komisariat Straży Celnej „Muszyna”, wraz ze swoimi placówkami granicznymi, wszedł w podporządkowanie Inspektoratu Straży Celnej „Sącz”.
W drugiej połowie 1927 przystąpiono do gruntownej reorganizacji Straży Celnej. W praktyce skutkowało to rozwiązaniem tej formacji granicznej.
Rozkazem nr 5 z 16 maja 1928 w sprawie organizacji Małopolskiego Inspektoratu Okręgowego dowódca Straży Granicznej gen. bryg. Stefan Pasławski powołał komisariat Straży Granicznej „Krynica”, który przejął ochronę granicy od rozwiązywanego komisariatu Straży Celnej.

## Formowanie i zmiany organizacyjne
Rozporządzeniem Prezydenta Rzeczypospolitej Polskiej Ignacego Mościckiego z 22 marca 1928, do ochrony północnej, zachodniej i południowej granicy państwa, a w szczególności do ich ochrony celnej, powoływano z dniem 2 kwietnia 1928 Straż Graniczną.
Rozkazem nr 5 z 16 maja 1928 w sprawie organizacji Małopolskiego Inspektoratu Okręgowego dowódca Straży Granicznej gen. bryg. Stefan Pasławski przydzielił komisariat „Muszyna” do Inspektoratu Granicznego nr 18 „Nowy Targ” i określił jego strukturę organizacyjną. 
Już 8 września 1828 dowódca Straży Granicznej rozkazem nr 6 w sprawie organizacji Małopolskiego Inspektoratu Okręgowego podpisanym w zastępstwie przez mjr. Wacława Szpilczyńskiego zmieniał organizację komisariatu i ustalał zasięg placówek. 
Rozkazem nr 7 z 25 września 1929 w sprawie reorganizacji i zmian dyslokacji Małopolskiego Inspektoratu Okręgowego komendant Straży Granicznej płk Jan Jur-Gorzechowski określił numer i nową strukturę komisariatu. 
Rozkazem nr 3/31 zastępcy komendanta Straży Granicznej płk. Emila Czaplińskiego z 5 sierpnia 1931 przeniesiono placówkę SG Krosno do Jasła.
Rozkazem nr 2 z 8 września 1938 w sprawie terminologii odnośnie władz i jednostek organizacyjnych formacji, komendant Straży Granicznej płk Jan Gorzechowski przeniósł siedzibę komisariatu i placówki II linii „Muszyna” do Krynicy ul. Słoneczna 554. Tym samym rozkazem przeniesiono siedzibę placówki (posterunku?) I linii „Milik” do Muszyny.
Rozkazem nr 3 z 31 grudnia 1938 w sprawach reorganizacji jednostek na terenach Śląskiego, Zachodniomałopolskiego i Wschodniomałopolskiego okręgów Straży Granicznej, a także utworzenia nowych komisariatów i placówek, komendant Straży Granicznej płk Jan Gorzechowski zniósł posterunek SG „Krynica”.

## Służba graniczna
Sąsiednie komisariaty:
- komisariat Straży Granicznej „Krościenko” ⇔ komisariat Straży Granicznej „Gładyszów” − 1928
- komisariat Straży Granicznej „Piwniczna” ⇔ komisariat Straży Granicznej „Gładyszów” − 1935[13]

## Funkcjonariusze komisariatu
| Kierownicy/komendanci komisariatu | Kierownicy/komendanci komisariatu | Kierownicy/komendanci komisariatu | Kierownicy/komendanci komisariatu |
| stopień                           | imię i nazwisko                   | okres pełnienia służby            | kolejne stanowisko                |
| --------------------------------- | --------------------------------- | --------------------------------- | --------------------------------- |
| podkomisarz                       | Kazimierz Kostecki                | 20 V 1934 – 1936                  | do komisariatu Zebrzydowice       |
| nadkomisarz                       | Kazimierz Ickowicz                | 1936 − 15 IX 1937                 | p.o. kierownika IG Nowy Targ      |
| komisarz                          | Witalis Wołosiewicz               | 1 XII 1937 –                      |                                   |
| Zastępcy komendanta komisariatu   |                                   |                                   |                                   |
| starszy strażnik                  | Adam Lukesch                      | 1 V 1939 –                        |                                   |

## Struktura organizacyjna

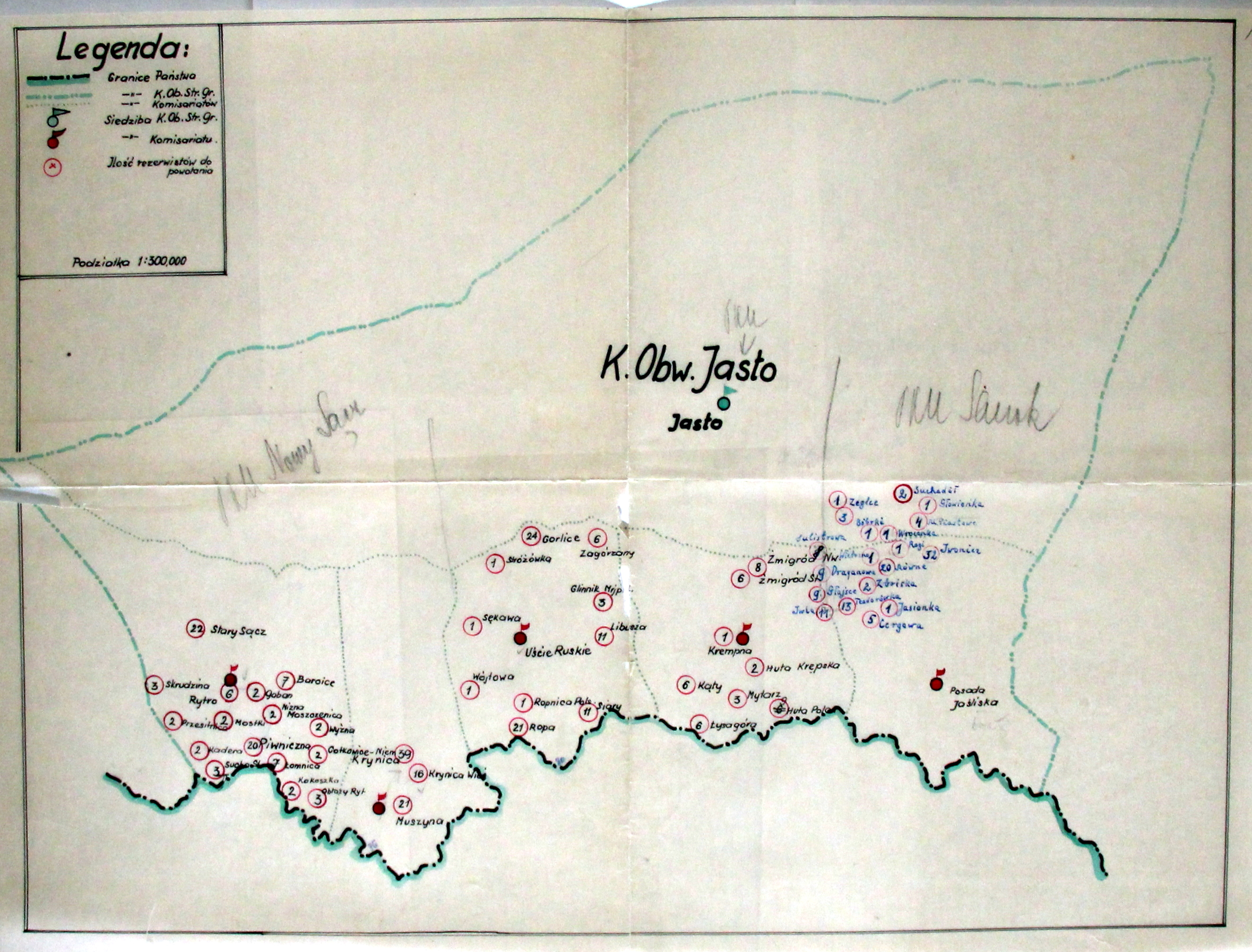
Szkic Obwodu SG „Jasło”

Organizacja komisariatu w kwietniu 1928:
- komenda − Muszyna
- placówka Straży Granicznej I linii „Piwniczna”
- placówka Straży Granicznej I linii „Żegiestów”
- placówka Straży Granicznej I linii „Powroźnik”
- placówka Straży Granicznej I linii „Tylicz”
- placówka Straży Granicznej I linii „Izby”
- placówka Straży Granicznej II linii „Krynica”
- placówka Straży Granicznej II linii „Muszyna”

Organizacja komisariatu we wrześniu 1928:
- komenda − Muszyna
- podkomisariat Straży Granicznej „Piwniczna”
- placówka Straży Granicznej I linii „Piwniczna”
- placówka Straży Granicznej I linii „Żegiestów”
- placówka Straży Granicznej I linii „Milik”
- placówka Straży Granicznej I linii „Lelechów”
- placówka Straży Granicznej I linii „Wojkowa”
- placówka Straży Granicznej I linii „Tylicz”
- placówka Straży Granicznej II linii „Muszyna”

Organizacja komisariatu we wrześniu 1929, w 1931, w 1935:
- 2/19 komenda − Muszyna (36 km)
- placówka Straży Granicznej I linii „Milik”
- placówka Straży Granicznej I linii „Dechułów”[a]
- placówka Straży Granicznej I linii „Wojkowa”
- placówka Straży Granicznej I linii „Tylicz”
- placówka Straży Granicznej II linii „Muszyna”
- placówka Straży Granicznej II linii „Krosno” → w 1931 przeniesiona do Jasła